# Квабс
Квабена Саркоди Адјепонг (енгл. Kwabena Sarkodee Adjepong; 24. април 1990), познатији под својим уметнички именом Квабс (енгл. Kwabs), енглески је певач и текстописац. Најпознатији је по својој хит песми Walk. Песма се појављивала у видео-игри FIFA 15.